# 南顶娘娘庙
南顶娘娘庙，是北京市的道教宫观，为北京“五顶”之一。
南顶娘娘庙起初指今通州区马驹桥畔的碧霞元君庙。清朝改指今丰台区大红门外南顶村的碧霞元君庙，又称“小南顶”，而将原先马驹桥畔的碧霞元君庙改称“大南顶”。

## 小南顶
位于丰台区大红门外南顶村。东邻北京肉联厂，西为大红门路，北为南顶路，南为凉水河。《日下旧闻考》记载，“大红门外碧霞元君庙，土人呼为南顶。”该庙建于明朝正德年间，“有正德五年（1510年）御制灵通庙碑”。清朝康熙五十二年（1713年）重修。乾隆三十八年（1773年）拨帑再度重修。有殿三重。前殿供奉碧霞元君，额曰“神烛碧虚”，对联为“宝范流慈辉紫极，珠宫耀采丽青霄。”中殿供奉东岳大帝，额曰“神功出震”，对联为“德并春阳生万汇，名标震旦峙中天。”后殿供奉斗姥，额曰“妙握璿杓”，对联为“永镇天枢司橐龠，普延人纪荷生成。”门外二坊，左曰“广生”，曰“长养”，右曰“群育”，曰“蕃滋”。匾额及对联都是乾隆帝御书。
《宸垣识略》记载，清朝乾隆年间，凉水河疏浚，将淤泥堆放在北岸，连成了从西向东约三里长、高二三丈的土丘。因其委蛇如同游龙，故取名“九龙山”。四周种植近万株桃李，土丘遂成逛庙会时游乐之处。“开庙时，游人挈榼敷席群饮。夏木荫荫，水田漠漠，不减江乡风景也。”
《燕京岁时记》记载，南顶每年五月“自初一起开庙十日，士女云集。庙虽残破，而河中及土阜上皆有亭幛席棚，可以饮食坐落。至夕散后，多在大沙子口看赛马焉。”
清朝光绪十九年，曾经一度禁止南顶庙会举办。《清实录》记载，光绪十九年（1893年）五月初二日，“谕内阁：御史端良奏，匪徒迎神进香，败俗酿弊，请饬禁止，并严申门禁一折。据称‘永定门外南顶地方庙宇，向于五月间迎神进香，男女杂还。竟有公侯大员、部院职官微服混淆其间，致有驰骋车马，压毙幼孩等情。甚至永定门亦迟至亥刻始行掩闭’等语，所奏如果属实，殊属不成事体。著步军统领、南城御史严饬营城司坊各官，一体严行禁止。倘敢明知故纵，即行从严参办。并分饬各城门该官员弁，务当遵照向章，按时启闭，以重门禁。”《天咫偶闻》记载，南顶原来每年五月朔游人毕集，“近年有某侍御奏请禁止，遂废其事。”
《北平旅行指南》记载，清朝宣统二年（1910年），政府又曾开放南顶庙会。中华民国时期，南顶庙会没有再开，“一因庙已圮倒，并无人重修，二因受市面之不景气影响，恐游人无多，商贩徒劳往返。”
1949年，该庙尚存牌楼两座。后来连牌楼也被毁灭，该庙已全部无存。原址先后由北京氧气厂、北京橡胶五厂占用。

## 大南顶
位于通州区马驹桥畔。马驹桥，明朝名“弘仁桥”。《京城古迹考》记载，该庙创建于明朝成化年间。《日下旧闻考》记载，清朝乾隆三十八年（1773年）重修，乾隆三十九年（1774年）落成，乾隆帝“亲诣赡礼，有御制诗、记勒于石”。诗是《御制碧霞元君庙落成瞻礼有作》，记是《重修碧霞元君庙碑记》。
《京城古迹考》记载，该庙有山门、功曹殿、元君殿、东岳殿、玉皇阁等五重建筑。山门前有两座牌坊，曰“天仙圣境”，曰“弘德慈仁”。元君殿内有明朝天启元年所立石碑一通，大学士叶向高撰文。玉皇阁院内有两株龙爪槐。
《帝京景物略》记载，明朝京城五顶中，弘仁桥元君庙香火最盛。每到元君诞辰，北京城的士女纷纷前来进香，从左安门到的四十里路上络绎不绝。“岁四月十八日，元君诞辰，都城士女进香。先期，香首鸣金号众，众率之，如师，如长令，如诸父兄。月一日至十八日，尘风汗气，四十里一道相属也。舆者，骑者，步者，步以拜者，张旗幢、鸣鼓金者，……群从游闲，数唱吹弹以乐之。”后面跟随“献神”的香会队伍中，有的架着多层“台阁”，阁中的儿童扮出戏剧场面。还有的儿童打扮成僧尼、优伶、乞丐、傻子、无赖等戏剧人物扭秧歌。
庙会期间，弘仁桥畔形成集市，出售“麻胡”、“欢喜团”等等食品。摊贩出售的玩物主要有用麦秸编的盔冠（称为“草帽”），用纸泥做的面具（称为“鬼脸”、“鬼鼻”），用马鬃做的假须（称为“鬼须”）。“香客归途，衣有一寸尘，头有草帽，面有鬼脸、鬼鼻、鬼须，袖有麻胡、有欢喜团，入郭门，轩轩自喜。道拥观者，啧啧喜。入门，翁妪妻子女，旋旋喜绕之。”
大南顶庙现已无存。